# Leo Palin
Pour les articles homonymes, voir Palin.
Leo Palin, né le 20 octobre 1956 à Helsinki, est un ancien joueur de tennis professionnel finlandais.
Il a gagné un titre en double et a participé à deux autres finales, une en simple en une en double.

## Palmarès

### Finale en simple messieurs
| No | Date       | Nom et lieu du tournoi | Catégorie  | Dotation | Surface         | Vainqueur  | Score         |  |
| -- | ---------- | ---------------------- | ---------- | -------- | --------------- | ---------- | ------------- |  |
| 1  | 14-12-1981 | Sofia Open, Sofia      | Grand Prix | 50 000 $ | Moquette (int.) | Rick Meyer | 6-4, 7-6, 7-6 |  |

### Titre en double messieurs
| No | Date       | Nom et lieu du tournoi                | Catégorie | Dotation | Surface    | Partenaire    | Finalistes                 | Score         |  |
| -- | ---------- | ------------------------------------- | --------- | -------- | ---------- | ------------- | -------------------------- | ------------- |  |
| 1  | 12-08-1985 | Society Bank Tennis Classic Cleveland |           | 80 000 $ | Dur (ext.) | Olli Rahnasto | Hank Pfister Ben Testerman | 6-3, 6-7, 7-6 |  |

### Finale en double messieurs
| No | Date       | Nom et lieu du tournoi           | Catégorie | Dotation | Surface      | Vainqueurs                | Partenaire      | Score         |  |
| -- | ---------- | -------------------------------- | --------- | -------- | ------------ | ------------------------- | --------------- | ------------- |  |
| 1  | 25-02-1980 | Tournoi de tennis de Lagos Lagos |           | 50 000 $ | Terre (ext.) | Tony Graham Bruce Nichols | Kjell Johansson | 6-3, 0-6, 6-3 |  |

## Parcours dans les tournois duGrand Chelem

### En simple
| Année | Open d'Australie | Open d'Australie | Internationaux de France | Internationaux de France | Wimbledon       | Wimbledon    | US Open         | US Open       | Open d'Australie | Open d'Australie |
| ----- | ---------------- | ---------------- | ------------------------ | ------------------------ | --------------- | ------------ | --------------- | ------------- | ---------------- | ---------------- |
| 1977  | —                | —                | —                        | —                        | —               | —            | 1er tour (1/64) | J. Yuill      | —                | —                |
| 1978  | n.o.             | n.o.             | —                        | —                        | —               | —            | —               | —             | —                | —                |
| 1979  | n.o.             | n.o.             | —                        | —                        | —               | —            | 1er tour (1/64) | I. Năstase    | —                | —                |
| 1980  | n.o.             | n.o.             | —                        | —                        | 1er tour (1/64) | C. Lewis     | 2e tour (1/32)  | T. Giammalva  | —                | —                |
| 1981  | n.o.             | n.o.             | —                        | —                        | —               | —            | —               | —             | —                | —                |
| 1982  | n.o.             | n.o.             | 2e tour (1/32)           | A. Järryd                | 2e tour (1/32)  | S. Simonsson | 1er tour (1/64) | J. Arias      | —                | —                |
| 1983  | n.o.             | n.o.             | —                        | —                        | —               | —            | —               | —             | —                | —                |
| 1984  | n.o.             | n.o.             | —                        | —                        | —               | —            | 2e tour (1/32)  | T. Mayotte    | —                | —                |
| 1985  | n.o.             | n.o.             | —                        | —                        | —               | —            | 1er tour (1/64) | H. de la Peña | —                | —                |

N.B. : à droite du résultat se trouve le nom de l'ultime adversaire.

### En double
| Année | Open d'Australie | Open d'Australie | Internationaux de France                                                             | Internationaux de France | Wimbledon                                                                             | Wimbledon                                                                           | US Open                                                                              | US Open | Open d'Australie                                                                   | Open d'Australie |
| ----- | ---------------- | ---------------- | ------------------------------------------------------------------------------------ | ------------------------ | ------------------------------------------------------------------------------------- | ----------------------------------------------------------------------------------- | ------------------------------------------------------------------------------------ | ------- | ---------------------------------------------------------------------------------- | ---------------- |
| 1977  | —                | —                | —                                                                                    | —                        | 1er tour (1/32) P. Langsford \|\| style="text-align:left;" \| F. McNair S. Stewart    | —                                                                                   | —                                                                                    | —       | —                                                                                  |                  |
| 1978  | n.o.             | n.o.             | —                                                                                    | —                        | —                                                                                     | —                                                                                   | —                                                                                    | —       | 1/8 de finale P. Campbell \|\| style="text-align:left;" \| I. El Shafei B. Fairlie |                  |
| 1979  | n.o.             | n.o.             | —                                                                                    | —                        | —                                                                                     | —                                                                                   | —                                                                                    | —       | —                                                                                  | —                |
| 1980  | n.o.             | n.o.             | —                                                                                    | —                        | —                                                                                     | —                                                                                   | 1er tour (1/32) R. Krishnan \|\| style="text-align:left;" \| T. Leonard J. Van Linge | —       | —                                                                                  |                  |
| 1981  | n.o.             | n.o.             | —                                                                                    | —                        | —                                                                                     | —                                                                                   | 1er tour (1/32) A. Cortes \|\| style="text-align:left;" \| J. Fillol Á. Fillol       | —       | —                                                                                  |                  |
| 1982  | n.o.             | n.o.             | 1/4 de finale E. Edwards \|\| style="text-align:left;" \| H. Gildemeister B. Prajoux | —                        | —                                                                                     | 1er tour (1/32) E. Edwards \|\| style="text-align:left;" \| C. Strode M. Strode     | —                                                                                    | —       |                                                                                    |                  |
| 1983  | n.o.             | n.o.             | —                                                                                    | —                        | 1er tour (1/32) G. Haynes \|\| style="text-align:left;" \| J. Alexander J. Fitzgerald | 1er tour (1/32) S. Krulevitz \|\| style="text-align:left;" \| M. Dickson S. Stewart | —                                                                                    | —       |                                                                                    |                  |
| 1984  | n.o.             | n.o.             | —                                                                                    | —                        | —                                                                                     | —                                                                                   | 1er tour (1/32) S. Simonsson \|\| style="text-align:left;" \| J. Fitzgerald T. Šmíd  | —       | —                                                                                  |                  |
| 1985  | n.o.             | n.o.             | —                                                                                    | —                        | —                                                                                     | —                                                                                   | 1er tour (1/32) D. Pérez \|\| style="text-align:left;" \| J. Nyström M. Wilander     | —       | —                                                                                  |                  |

N.B. : le nom du ou de la partenaire se trouve sous le résultat ; les noms des ultimes adversaires se trouvent à droite.